# دیکسی، شهرستان هریسون، ویرجینیای غربی
دیکسی (به انگلیسی: Dixie) یک منطقهٔ مسکونی در ایالات متحده آمریکا است که در شهرستان هریسون، ویرجینیای غربی واقع شده‌است. دیکسی ۲۹۵٫۰۵ متر بالاتر از سطح دریا واقع شده‌است.